# Sonneratia alba
Sonneratia alba är en fackelblomsväxtart som beskrevs av James Edward Smith. Sonneratia alba ingår i släktet Sonneratia och familjen fackelblomsväxter. IUCN kategoriserar arten globalt som livskraftig. Inga underarter finns listade i Catalogue of Life.

## Bildgalleri

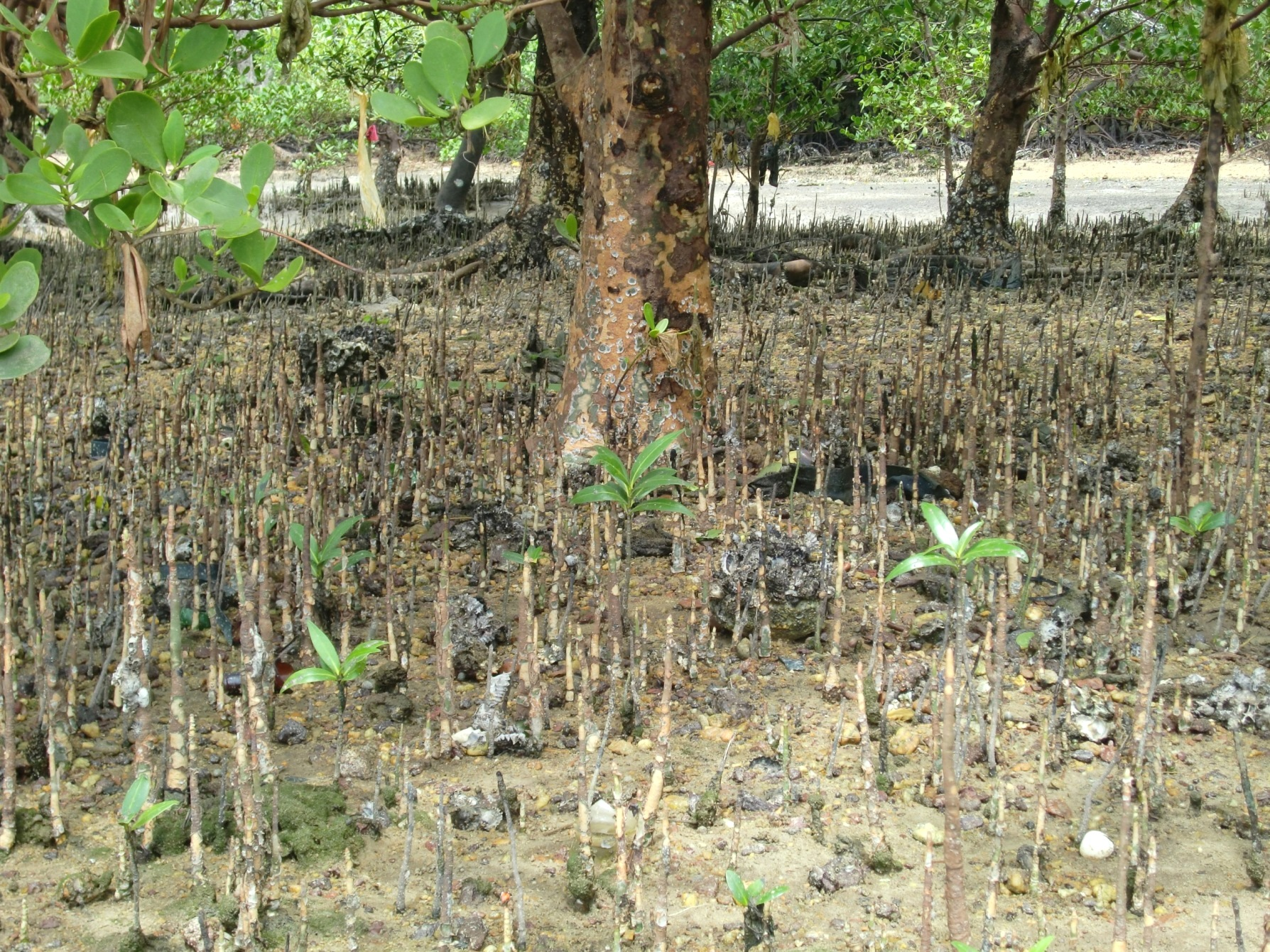
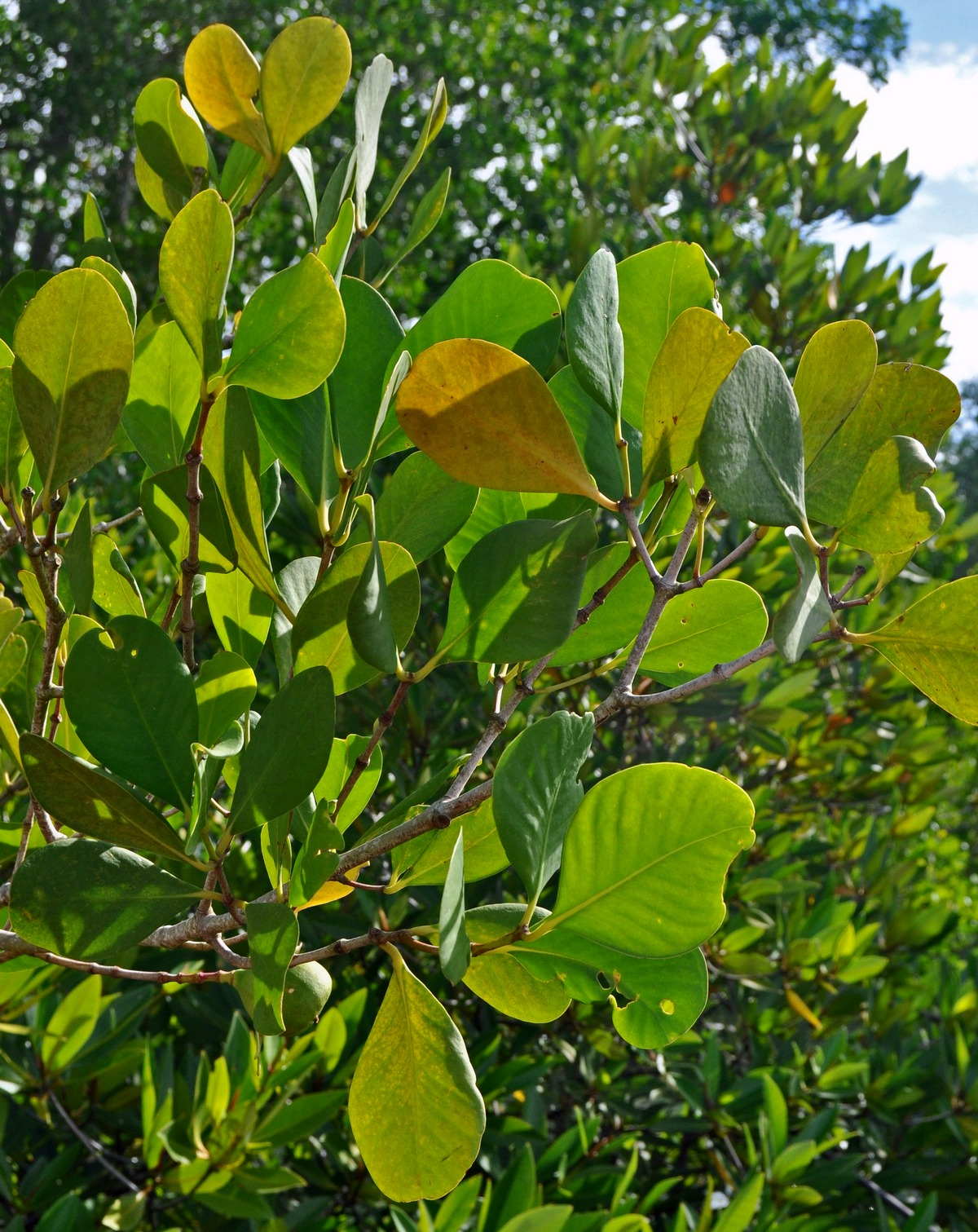
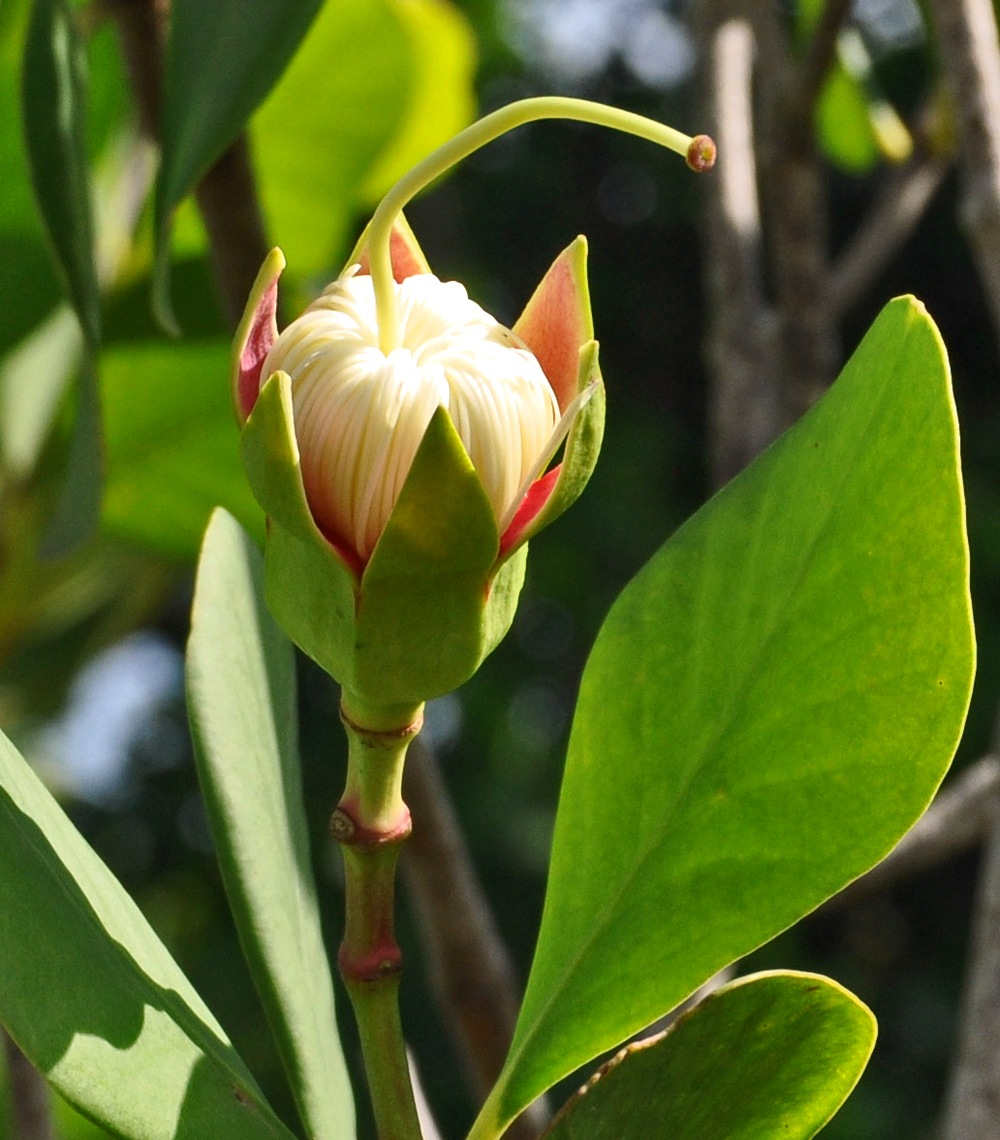
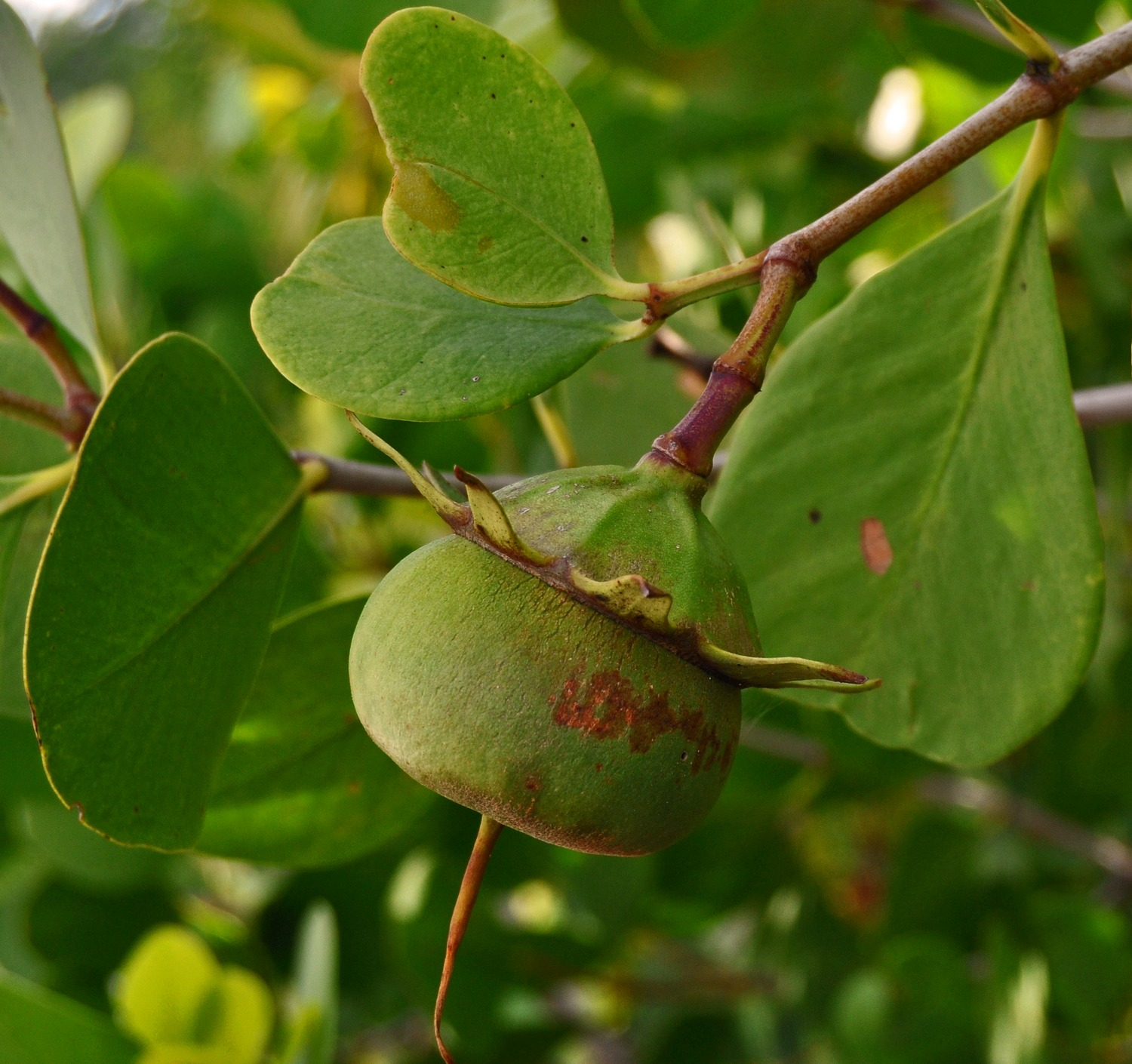
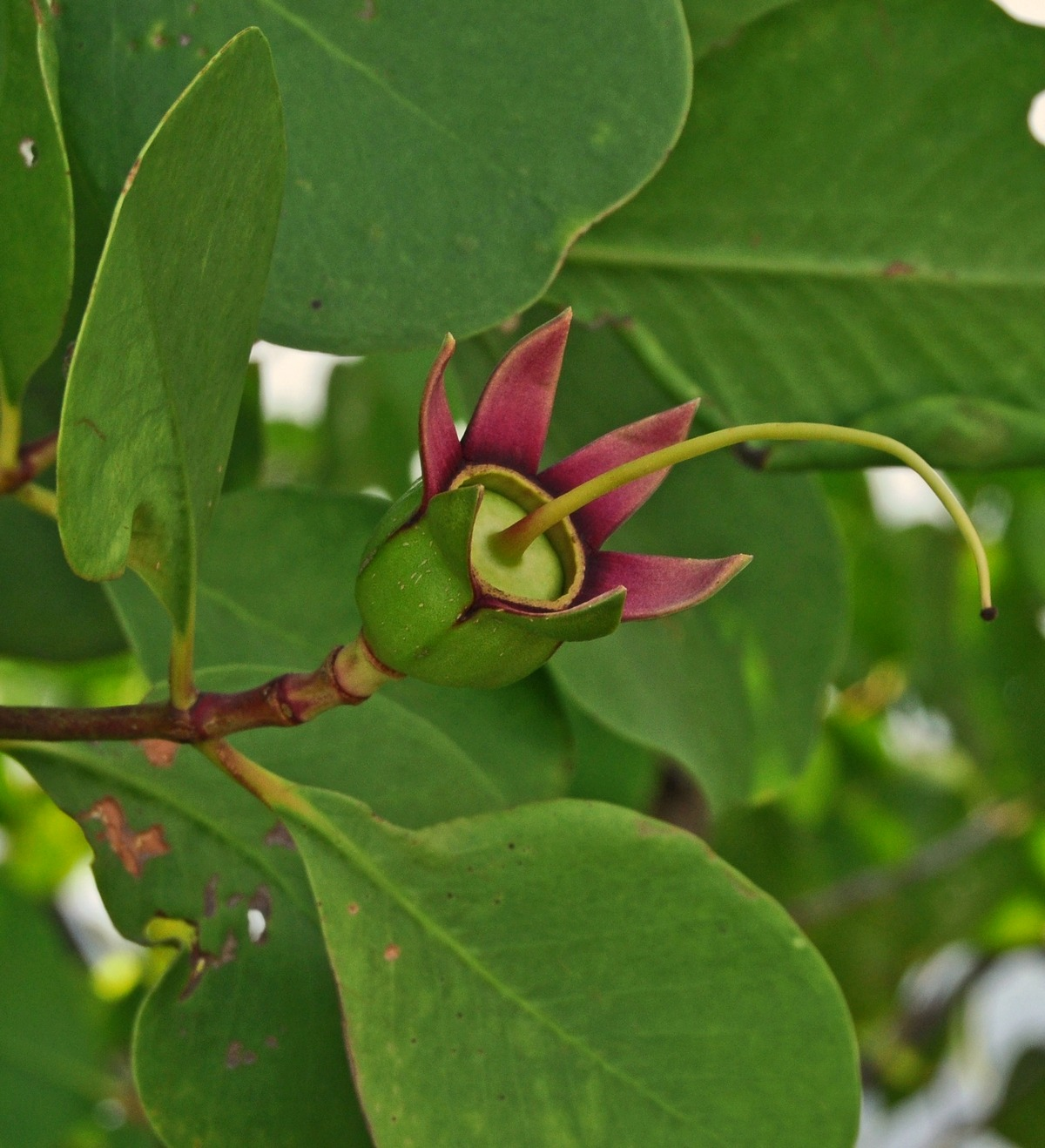
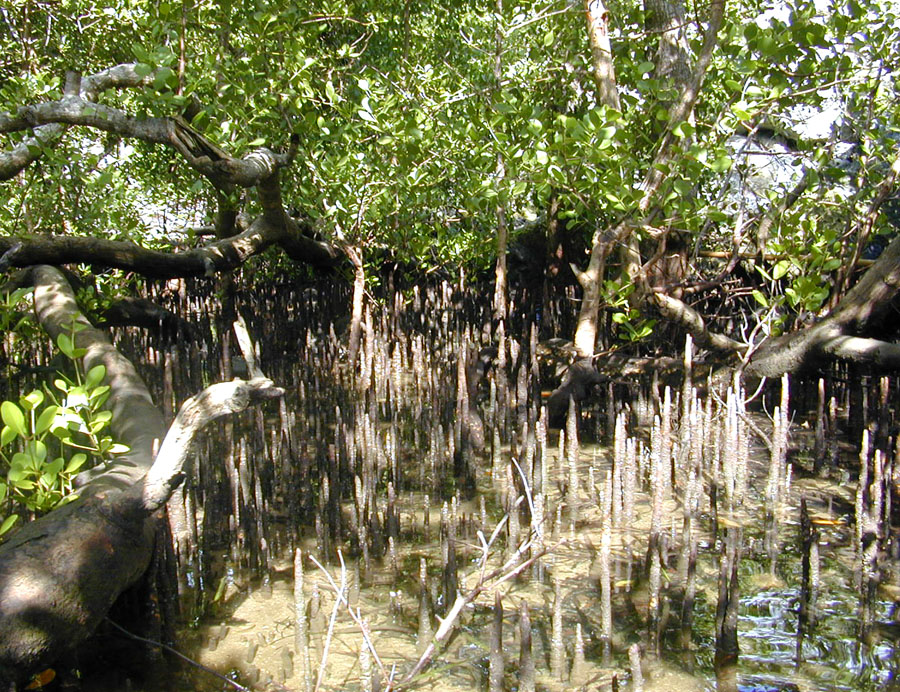